# Giuseppe Giacomini
Giuseppe Giacomini (7. September 1940 in Veggiano – 28. Juli 2021 in Agordo) war ein italienischer Opernsänger (Tenor). Er galt vielen als der beste Otello-Darsteller des ausgehenden 20. Jahrhunderts und überhaupt als einer der reinsten und ausgeprägtesten Vertreter des dramatischen italienischen Tenorfachs. Er sang für die königliche Familie in London und für Michail Gorbatschow in Moskau. 1992 wurde er, aufgrund seiner Verdienste an der Wiener Staatsoper, zum österreichischen Kammersänger ernannt.

## Leben und Werk
Giacomini studierte bei Vladimiro Badiali, Elena Ceriati und Marcello del Monaco. Er war in Gesangswettbewerben erfolgreich und debütierte 1966 in Vercelli in Puccinis Madama Butterfly. Innerhalb kürzester Zeit trat er in ganz Italien auf, 1970 debütierte er in Berlin und es folgten Auslandsverpflichtungen in Lissabon, Barcelona und München. In Italien gastierte er an allen bedeutenden Opernhäusern, darunter La Scala in Mailand, die Oper in Roma und das Teatro Regio in Turin. 
1976 debütierte er an der Metropolitan Opera von New York und im Palais Garnier in Paris, wo er in den Folgejahren in Verdis Macbeth und dessen Don Carlo reüssierte, als Canio in Pagliacci und als Cavaradossi in Tosca. 1977 debütierte er als Johnson in Puccinis La fanciulla del West an der Wiener Staatsoper und blieb diesem Haus bis ins Jahr 2001 verbunden. Er sang in Wien elf Rollen, alle aus seinem italienischen Kernrepertoire, darunter dreimal den Pollione in Bellinis Norma, elfmal die Titelpartie in Andrea Chénier und jeweils 13-mal den Canio und den Radames in Aida. 1992 wurde ihm im Haus am Ring der Titel Kammersänger verliehen. 
1980 sang er erstmals am Royal Opera House Covent Garden in London, er sollte in den 1990er Jahren regelmäßig dort auftreten. Über 20 Jahre lang war er in der Arena von Verona verpflichtet. 
Im Laufe seiner Karriere trat Giacomini in den größten Opernhäusern der Welt auf. Er wird von Opernkennern wie Alan Blyth – neben Ramón Vinay (in den 1940er Jahren) und Mario Del Monaco (in den 1950er und 1960er Jahren) – als bester Sängerdarsteller des Verdi'schen Otello angesehen. Den Radames übernahm er in einer historischen Produktion in Kairo. 1988 sang er anlässlich der Eröffnung der Olympischen Spiele in Seoul den Kalaf in Puccinis Turandot. Seinen 60. Geburtstag feierte er als Cavaradossi in London. 2010 tourte er mit dem Shanghai Philharmonic Orchestra unter der Leitung von Muhai Tang durch China.

## Aufnahmen
Es gibt einige Live-Mitschnitte von Opernaufführungen sowie Studioproduktionen – Norma mit Renata Scotto (1979), Manon Lescaut mit Raina Kabaivanska (1984), La forza del destino mit Leontyne Price (1984 aus der Metropolitan Opera), Cavalleria rusticana mit Jessye Norman (1990), Il tabarro mit Mirella Freni (1991), Tosca mit Carol Vaness (1993) und Otello mit Margaret Price (1997).

## Auszeichnungen
- 1992 Kammersänger
- Viotti d'oro
- Premio Giovanni Zenatello
- Premio C. A. Capelli
- Mascagni d'oro
- Premio Giovanni Martinelli
- Commendatore dell'Ordine di San Gregorio Magno